# Processo ad Arne Johnson
Il processo ad Arne Cheyenne Johnson del 1981, noto anche come Demon Murder Trial (in italiano, "processo dell'assassinio demoniaco"), è stato un celebre caso giudiziario della Corte Superiore del Connecticut contro Arne Johnson, reo confesso dell'omicidio di Alan Bono, suo padrone di casa.
Il caso è passato alle cronache per aver formulato un precedente nella storia legale americana, dove un avvocato difende il proprio cliente basandosi sulle presunte prove di una condizione di influenzamento psicologico dovuta ad una possessione demoniaca al momento del reato contestato. Johnson, prima che compisse l'omicidio, venne visitato dagli investigatori del paranormale Ed e Lorraine Warren, su richiesta di suo fratello minore, i quali accertarono la possessione.
La giuria deliberò per 15 ore, nell'arco di tre giorni, prima di decidere sul giudizio di Johnson. Il 24 novembre 1981 fu condannato a espiare dai 10 a 20 anni di reclusione per omicidio colposo di primo grado, dei quali scontò solo 5.
L'autore della ripubblicazione di The Devil in Connecticut di Britlle, Carl Glatzel Jr., dichiarò che la storia della possessione demoniaca era un'invenzione dei coniugi Warren per pubblicizzare la loro attività, sfruttando la disabilità mentale di Johnson e la debolezza emotiva della famiglia dovuta alla situazione dell'epoca.

## Contesto
Secondo la testimonianza della famiglia Glatzel - composta dai genitori Carl e Judy e dai figli Debbie e David - e di Arne Cheyenne (fidanzato di Debbie), il dodicenne David sarebbe stato posseduto da un demone. L'attività paranormale sarebbe iniziata quando andarono a pulire una proprietà in affitto che avevano appena acquistato; David raccontò di essere stato aggredito e terrorizzato da un vecchio che aveva minacciato di fare del male ai Glatzel se si fossero trasferiti nella proprietà, ma inizialmente i suoi familiari e Arne credettero che il bambino stesse mentendo per non partecipare ai lavori domestici. Successivamente David venne afflitto da ulteriori visioni del vecchio, che assumeva l'aspetto di una creatura demoniaca, parlava latino e minacciava di rubargli l'anima; nessun altro vide mai tale figura, sebbene la famiglia notò degli strani rumori provenire dalla soffitta. Gli eventi si intensificarono e divennero più inquietanti: David aveva incubi notturni, manifestava uno strano comportamento ed esibì ferite inspiegabili sul suo corpo. I Glatzel chiesero l'intervento di un prete cattolico, che tentò di benedire la casa. Ormai terrorizzata, la famiglia concluse che l'abitazione dovesse essere "malvagia", decidendo di smettere di affittarla.
Le visioni di David peggiorarono sempre di più, iniziando a a verificarsi anche di giorno. Dodici giorni dopo il primo incidente, ormai logorata dalla situazione, la famiglia contattò i demonologi Ed e Lorraine Warren affinché la aiutasse a ottenere il permesso della Chiesa cattolica di un esorcismo formale. Lorraine disse di aver visto una "nebbia nera" materializzarsi accanto a David, indice di una presenza malevola. Debbie e i suoi genitori raccontarono ai Warren di aver visto il bambino venire percosso e strangolato da un'entità invisibile, che David aveva iniziato ad assumere comportamenti aggressivi e animaleschi, parlando con voce alterata e recitando brani della Bibbia e di Paradiso perduto; la notte David sarebbe invece stato soggetto a spasmi e convulsioni, costringendo gli altri membri della famiglia a stargli accanto a turno. I Warren ritennero che David fosse vittima di molteplici possessioni, di conseguenza il bambino fu sottoposto a tre "esorcismi minori". Secondo la testimonianza di Lorraine, durante la procedura David levitò, smise di respirare per un po' e previse l'omicidio che avrebbe commesso in seguito Johnson. Nell'ottobre 1980, i Warren contattarono la polizia di Brookfield per avvisarli che la situazione stava diventando pericolosa.
Una testimonianza oculare afferma che Arne Johnson partecipò agli esorcismi di David, durante il quale incitò uno dei demoni a possedere lui per liberare il bambino. Pochi giorni dopo, Johnson ebbe un incidente d'auto dal quale uscì illeso; presumibilmente fu causato dal demone, che prese il controllo del veicolo. In seguito al fatto, Johnson tornò alla proprietà in affitto per esaminare un vecchio pozzo che si scoprì ospitasse l'entità. Johnson affermò che quello fu il suo ultimo incontro con il demone mentre era completamente lucido, venendo posseduto non appena stabilì un contatto visivo con la creatura. Pare che i Warren avessero avvertito il ragazzo di non entrare in contatto con il demone.
Con il peggioramento delle condizioni di David, Debbie e Johnson, che vivevano nella casa della madre di lei, decisero di trasferirsi. Debbie venne assunta a lavorare nella toletta per cani di Alan Bono, un nuovo residente di Brookfield. La coppia affittò un appartamento vicino al posto di lavoro ma, dopo il trasloco, Johnson iniziò a manifestare un comportamento simile a quello di David, facendo temere a Debbie che fosse stato posseduto anche lui. Secondo Debbie, Arne cadeva occasionalmente in uno stato di trance durante il quale ringhiava e aveva allucinazioni, per poi dimenticarsi di quanto accaduto.

## L'omicidio
Il 16 febbraio 1981, Johnson si presentò al lavoro dicendo di essere malato e raggiunse Debbie al canile dove lei lavorava, accompagnato da sua sorella Wanda e dalla cugina novenne di Debbie, Mary. Alan Bono, padrone di casa della coppia e capo di Debbie, offrì il pranzo al gruppo in un bar locale e iniziò a bere molto; terminato il pasto, il gruppo tornò al canile. Debbie insistette per portare Wanda e Mary a prendere la pizza ma, prevedendo che qualcosa non andava, insistette per tornare subito. Al ritorno Bono era estremamente agitato come risultato dell'ubriacatura. Debbie ordinò a tutti di lasciare la stanza, ma Bono afferrò Mary e rifiutò di lasciarla andare. Secondo il resoconto di Wanda, Johnson rientrò nell'appartamento e ordinò a Bono di liberare la bambina, che corse poi in auto mentre Debbie cercava di mitigare la situazione frapponendosi tra i due uomini. Wanda tentò invano di allontanare Johnson, il quale, ringhiando "come un animale", estrasse un coltellino tascabile di tredici centimetri con cui pugnalò ripetutamente Bono, che morì nel giro di qualche ora. Secondo l'avvocato di Johnson, le pugnalate inflitte sarebbero state quattro o cinque, perlopiù al petto, e una si estendeva dallo stomaco al cuore. Johnson si allontanò dal posto e venne ritrovato a 3,2 km di distanza, venendo arrestato con l'accusa di aggressione (in quanto Bono, al momento, si trovava in condizioni critiche in ospedale). Johnson disse al sergente Gordon Fairchild che non ricordava nulla di quanto accaduto e che non intendeva fare del male a nessuno; affermò anche di avere bisogno di aiuto perché aveva un "problema con l'alcol". Quando Johnson, nella sede di polizia, fu informato del decesso di Bono, divenne incoerente e si addormentò per una ventina di minuti.
Al suo risveglio, Johnson venne formalmente accusato di omicidio di primo grado; venne trattenuto al Bridgeport Correctional Center con una cauzione di 125.000 dollari. Si trattò del primo omicidio nella storia di Brookfield.

## Reazione dei media e procedimenti legali
Il giorno dopo l'omicidio, Lorraine Warren informò la polizia di Brookfield che Johnson era posseduto nel momento in cui ha commesso il crimine. La storia venne rapidamente circondata da un "blitz mediatico", alimentato in parte dai Warren, i cui agenti affermarono che stavano preparando delle lezioni universitarie, un libro e un film che descrivessero in dettaglio il caso. Martin Minnella, l'avvocato di Johnson, ricevette chiamate da tutto il mondo su quello che veniva chiamato il "processo per omicidio del demone". Minnella si recò in Inghilterra per incontrare gli avvocati che erano stati coinvolti in due casi simili (anche se nessuno dei due era andato a processo). Progettò di portare degli specialisti di esorcismo dall'Europa e minacciò di citare in giudizio i preti che avevano supervisionato gli esorcismi di David Glatzel se non avessero collaborato con la difesa.
Il processo si svolse presso la Corte superiore del Connecticut a Danbury, a partire dal 28 ottobre 1981. Minnella tentò di dichiarare il suo cliente non colpevole in virtù della possessione, ma il giudice presidente, Robert Callahan, respinse la difesa. Callahan sostenne che una tale difesa non avrebbe mai potuto essere usata in un tribunale a causa della mancanza di prove, e che sarebbe stato "irrelativo e non scientifico" consentire una testimonianza correlata. La difesa decise quindi di insinuare che Johnson avesse agito per legittima difesa. Per questo motivo, alla giuria non fu legalmente consentito di considerare la possessione demoniaca come una spiegazione valida per l'omicidio. La giuria deliberò per 15 ore in tre giorni prima di condannare Johnson il 24 novembre 1981 per omicidio colposo di primo grado. Il 18 dicembre 1981 fu condannato a 10-20 anni di prigione, anche se ne scontò solo cinque.

## Eventi successivi
Johnson e Debbie Glatzel si sposarono durante la detenzione di Johnson; attualmente sono ancora sposati.
Nel 1983 Gerald Brittle scrisse con Lorraine Warren un libro incentrato sull'accaduto, The Devil in Connecticut. Come dichiarato dalla Warren, i profitti del libro furono condivisi con la famiglia, che ricevette 2.000 dollari dall'editore dell'opera.
In seguito alla ristampa del libro nel 2006 da parte di iUniverse, David Glatzel e suo fratello Carl Glatzel Jr. fecero causa agli autori e agli editori per violazione del loro diritto alla privacy, diffamazione e "inflizione intenzionale di stress emotivo". Carl affermò anche che il libro lo accusava di aver commesso atti criminali e abusivi contro la sua famiglia e altre persone. Inoltre, sostenne che la storia della possessione era una bufala inventata da Ed e Lorraine Warren per sfruttare la famiglia e la malattia mentale di suo fratello, e che il libro lo presentava come il "cattivo" per il suo negare il coinvolgimento del soprannaturale nel caso. Disse che i Warren gli avevano detto che la storia avrebbe reso la famiglia milionaria e avrebbe aiutato a far uscire Johnson di prigione. Secondo Carl Glatzel, la pubblicità generata dall'accaduto lo costrinse ad abbandonare la scuola e a perdere amici e opportunità di lavoro. Nel 2007 iniziò a scrivere un libro, intitolato Alone Through the Valley, sulla sua versione degli eventi che circondavano suo fratello.
Lorraine Warren difese il suo lavoro con la famiglia, affermando che sei sacerdoti all'epoca coinvolti nel caso avevano concordato sulla possessione del ragazzo e che gli eventi da lei descritti fossero reali. Non è stata fornita alcuna verifica indipendente relativa alle presunte opinioni dei sacerdoti.
Brittle, autore di The Devil in Connecticut, disse di aver scritto il libro perché "la famiglia voleva che la storia fosse raccontata", che possiede video di oltre 100 ore delle sue interviste con la famiglia e che i suoi membri avevano approvato l'accuratezza del libro prima che andasse in stampa. Nonostante ciò, il padre di Glatzel, Carl Glatzel Sr. nega di aver mai detto all'autore che il figlio fosse stato posseduto. Al contrario, Johnson e Debbie sostengono pienamente la versione dei Warren sulla possessione demoniaca, ritenendo che gli altri membri della famiglia stessero facendo causa per soldi.

## Media derivati
- L'evento ispirò, nel 1983, un film televisivo dal titolo Ostaggio per il demonio (The Demon Murder Case), diretto da William Hale sulla NBC, con protagonista Kevin Bacon.[15] Fu avviata anche la produzione di un lungometraggio, che si interruppe per conflitti interni.[9]
- L'esorcismo di David Glatzel, la possessione di Johnson, l'omicidio e il processo sono alla base del film del 2021 The Conjuring - Per ordine del diavolo.[16]
- La serie paranormale A Haunting di Discovery Channel ha prodotto l'episodio Where Demons Dwell basato sulla possessione di David e sulle indagini dei Warren. L'episodio ha omesso i crimini di Arne.
- Nel 2021, la serie TV Shock Docs ha prodotto un episodio intitolato The Devil Made Me Do It basato sul caso. Alcuni lo hanno ritenuto più accurato del film The Conjuring, anche se gli eventi sono stati comunque drammatizzati.[17]
- Nel 2023, Netflix ha prodotto un documentario dal titolo The Devil On Trial.[18] Include interviste con Carl Glatzel, i cui commenti suggeriscono che la presunta possessione demoniaca potesse essere in realtà una forte reazione al Sominex.[19]